# 其甘诺尔
其甘诺尔也作其甘湖、旗杆大泡子、巴彦诺尔，是位于中国内蒙古自治区赤峰市翁牛特旗乌丹镇其甘嘎查东南部的一个湖泊。其位置约为东经119°18′,北纬42°55′。湖面海拔594米，面积约5平方公里，是咸水湖。